# Dalerpeel
Dalerpeel est un village situé dans la commune néerlandaise de Coevorden, dans la province de Drenthe. Le 1er janvier 2018, le village comptait 530 habitants.